# Модель Форухи — Блумер
Модель Форухи — Блумер — дисперсионные уравнения для среды с поглощением выведенные А. Р. Форухи и И. Блумер для комплексного показателя преломления n +ik, которые были опубликованы в 1986 и 1988 годах. Публикация 1986 г. относится к аморфным материалам, а публикация 1988 г. — к кристаллическим. Впоследствии, в 1991 году, их работа была включена в качестве главы в «Справочник оптических констант». Дисперсионные уравнения Форухи — Блумер описывают, как фотоны различной энергии взаимодействуют с тонкими плёнками. При использовании в спектроскопической рефлектометрии дисперсионные уравнения Форухи — Блумер позволяют определять n (коэффициент преломления) и k (коэффициент поглощения) для аморфных и кристаллических материалов как функции энергии фотона E. Значения n(E) и k(E) называются спектрами n и k, которые также могут выражаться в зависимости от длины волны света λ, поскольку E = hc/λ, где h - постоянная Планка, а c — скорость света в вакууме. Вместе n и k часто называют «оптическими константами» материала (хотя они не являются константами, поскольку их значения зависят от энергии фотонов).

## Уравнения
Вывод дисперсионных уравнений Форухи — Блумер основан на получении выражения для k как функции энергии фотона, символически записанного как k(E), исходя из первых принципов квантовой механики и физики твёрдого тела. Выражение для n как функции энергии фотона, символически записанное как n(E), затем определяется из выражения для k (E) в соответствии с соотношениями Крамерса — Кронига, которых гласят, что n(E) — это преобразование Гильберта k(E).

### Аморфные материалы
Дисперсионные уравнения Форухи — Блумер для n(E) и k(E) для аморфных материалов имеют вид:
{\displaystyle k(E)={\frac {A(E-E_{g})^{2}}{E^{2}-BE+C}}\,,}
{\displaystyle n(E)=n(\infty )+{\frac {(B_{0}E+C_{0})}{E^{2}-BE+C}}\,.}
Каждый из пяти параметров A, B, C, Eg и n(∞) имеет физическое значение. Eg — ширина запрещённой зоны материала в оптическом диапазоне. A, B и C зависят от зонной структуры материала. Это положительные константы, такие что 4C-B2>0. Наконец, n(∞) — константа больше единицы, представляет собой значение n при E = ∞. Параметры B0 и C0 в уравнении для n (E) не являются независимыми параметрами, но зависят от основных параметров модели A, B, C и Eg. Они задаются формулами:
{\displaystyle B_{0}={\frac {A}{Q}}\ \left({\frac {-B^{2}}{2}}\ +E_{g}B-{E_{g}}^{2}+C\right)\,,}
{\displaystyle C_{0}={\frac {A}{Q}}\ \left[({E_{g}}^{2}+C){\frac {B}{2}}\ -2E_{g}C\right]\,,}
где
{\displaystyle Q={\frac {1}{2}}\ (4C-B^{2})^{\frac {1}{2}}\,.}
Таким образом, для аморфных материалов нужно задать пять параметров, чтобы полностью описать зависимость как n, так и k от энергии фотона E.

### Кристаллические материалы
Для кристаллических материалов, которые имеют несколько пиков в спектрах n и k, дисперсионные уравнения Форухи — Блумер обобщаются следующим образом:
{\displaystyle k(E)=\sum _{i=1}^{q}\left[{\frac {A_{i}(E-E_{g_{i}})^{2}}{E^{2}-B_{i}E+C_{i}}}\right]\,,}
{\displaystyle n(E)=n(\infty )+\sum _{i=1}^{q}\left[{\frac {B_{0_{i}}E+C_{0_{i}}}{E^{2}-B_{i}E+C_{i}}}\right]\,.}
Количество членов в каждой сумме q равно количеству пиков в n- и k- спектрах материала. Каждый член в сумме имеет свои собственные значения параметров Ai, Bi, Ci, Egi, а также свои собственные значения B0i и C0i. Подобно аморфному случаю, все параметры имеют физическое значение.

## Характеризация тонких плёнок
Показатель преломления (n) и коэффициент поглощения (k) связаны с взаимодействием между материалом и падающим светом и относятся к преломлению и поглощению света в материале, соответственно. Их можно рассматривать как «отпечатки пальцев» для материала. Покрытия из тонкоплёночного материала на различных подложках обеспечивают важные применения для индустрии микротехнологий, и n, k, а также толщина t этих тонкоплёночных составляющих должны измеряться и контролироваться для обеспечения воспроизводимости технологических процессов.
Изначально ожидалось, что дисперсионные уравнения Форухи — Блумер для n и k будут применяться к полупроводникам и диэлектрикам, будь то в аморфном, поликристаллическом или кристаллическом состояниях. Однако было показано, что они также описывают n- и k- спектры прозрачных проводников, а также металлических соединений. Было обнаружено, что этот формализм для кристаллических материалов применим также к полимерам, которые состоят из длинных цепочек молекул, не образующих кристаллографическую структуру в классическом смысле.
В литературе можно найти другие модели дисперсии, которые можно использовать для получения n и k, такие как Тауц — Лоренца. Две хорошо известные модели: Коши и Зелмейера предоставляют эмпирические выражения для n, действительные в ограниченном диапазоне частот, и полезны только для плёнок со слабым поглозщением, где k = 0. Следовательно, модель Форухи — Блумер используется для измерения тонких плёнок в различных приложениях.
В следующих обсуждениях все переменные энергии фотонов E будут описаны в терминах длины волны света λ, поскольку экспериментальные переменные, связанные с тонкими плёнками, обычно измеряются по спектру длин волн. Спектры n и k тонкой плёнки нельзя измерить напрямую, их следует определять косвенно, исходя из измеряемых величин, которые зависят от них. Спектроскопическая отражательная способность, R(λ), является одной из таких измеряемых величин. Другая величина — спектроскопический коэффициент пропускания T (λ), применяется, когда подложка на которой расположена плёнка прозрачна. Спектроскопический коэффициент отражения тонкой плёнки на подложке представляет собой отношение интенсивности света, отражённого от образца, к интенсивности падающего света, измеренного в каком-то диапазоне длин волн, тогда как спектроскопический коэффициент пропускания, T (λ), представляет собой отношение интенсивности света, прошедшего через образец, к интенсивности падающего света, измеренного в каком-то диапазоне длин волн; как правило, будет наблюдаться также отражённый сигнал R(λ), сопровождающий T(λ).
Измеримые величины R(λ) и T(λ) зависят не только от n(λ) и k(λ) плёнки, но также от толщины плёнки t, а также от n(λ) и k(λ) подложки. Для кремниевой подложки значения n(λ) и k(λ) известны и принимаются в качестве заданных входных данных. Задача определения характеристик тонких плёнок включает извлечение t, n(λ) и k(λ) плёнки из измерения R(λ) и/или T(λ). Этого можно достичь, комбинируя дисперсионные уравнения Форухи — Блумер для n(λ) и k(λ) с уравнениями Френеля для отражения и пропускания света на границе раздела, чтобы получить теоретические, физически обоснованные выражения для коэффициента отражения и коэффициент пропускания. При этом задача сводится к получению пяти параметров A, B, C, Eg и n(∞), которые содержат n(λ) и k(λ), наряду с толщиной плёнки, t, за счёт использования нелинейного регрессионного анализ методом наименьших квадратов. Процедура подгонки влечёт за собой итеративное улучшение значений A, B, C, Eg, n(∞), t, чтобы уменьшить сумму квадратов ошибок между модельными R(λ) и T(λ) и измеренными спектрами R(λ) и T(λ).
Помимо спектрального коэффициента отражения и пропускания, спектроскопическая эллипсометрия также может использоваться аналогичным образом для характеризации тонких плеёнок и определения t, n(λ) и k(λ).

## Примеры измерений
Следующие ниже примеры показывают универсальность использования дисперсионных уравнений Форухи — Блумер для характеристики тонких плёнок с использованием инструмента, основанного на спектроскопической отражательной способности, близкой к нормальному падению. Спектроскопическое пропускание, близкое к нормальному, также используется, когда подложка прозрачна. Спектры n(λ) и k(λ) каждой плёнки получают вместе с толщиной плёнки в широком диапазоне длин волн от глубокого ультрафиолетового до ближнего инфракрасного (190—1000 нм).
В следующих примерах обозначения теоретической и измеренной отражательной способностей на спектральных графиках выражаются как «R-theor» и «R-Meas», соответственно.
Ниже приведены схемы, изображающие процесс измерения тонких плёнок:

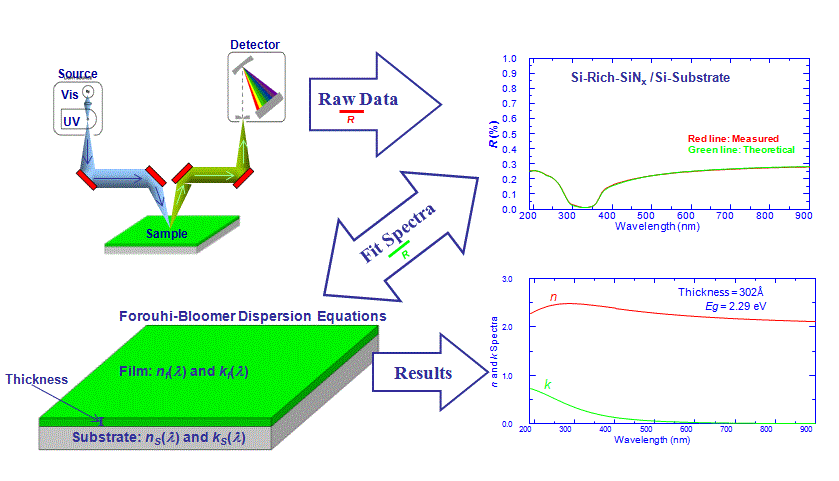
Определение характеристик тонкой плёнки включает определение толщины плёнки (t) плюс её показателя преломления (n) и коэффициента экстинкции (k) в максимально широком диапазоне длин волн, предпочтительно охватывая от ультрафиолетового до ближнего инфракрасного диапазона длин волн (190—1000 нм). Путем измерения коэффициента отражения (R) пленки, близкого к нормальному, (от 190 до 1000 нм) и анализа R с использованием дисперсионных уравнений Форухи — Блумер, плёнка может быть полностью охарактеризована.

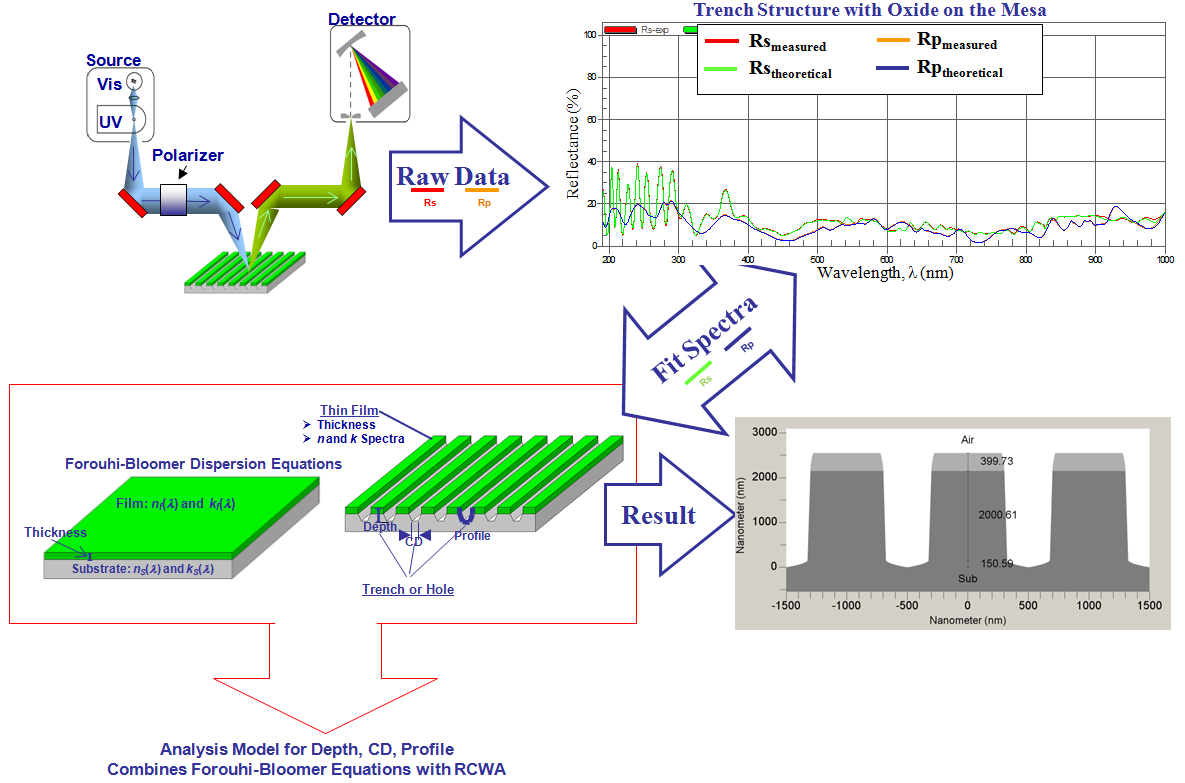
Ключевыми характеристиками конструкций траншеи являются глубина траншеи, критические размеры, плюс профиль (или угол боковой стенки). Термин «критический размер» обычно сокращается до «CD». CD обозначают ширину траншеи на разных уровнях внутри траншеи — верх, середина и низ траншеи. Эти ключевые свойства могут быть определены путем измерения поляризованной отражательной способности Rs и Rp в как можно более широком диапазоне длин волн, предпочтительно охватывая от ультрафиолетового до ближнего инфракрасного диапазона длин волн (190—1000). нм). Анализ измеренных Rs и Rp, основанный на дисперсионных уравнениях Фороуи — Блумера (для характеристики любых пленок в структуре траншеи) в сочетании с анализом жестких связанных волн (RCWA) (для определения геометрии), предоставит глубину траншеи, CD и профили.

Уравнения дисперсии Форухи — Блумер в сочетании со Строгим методом связанных волн (RCWA) также использовались для получения подробной информации о профиле (глубина, CD, угол боковой стенки) траншейных поверхностных структур. Для извлечения структурной информации данные поляризованного широкополосного отражения, Rs и Rp, должны быть измерены в большом диапазоне длин волн из периодической структуры (решётки), а затем проанализированы с помощью модели, которая включает дисперсионные уравнения Форухи — Блумер и RCWA. Входные данные для модель включают шаг решётки и n- и k- спектры всех материалов в структуре, в то время как выходные данные могут включать глубину, CD в нескольких местах и даже угол боковой стенки. Спектры n и k таких материалов могут быть получены в соответствии с методологией, описанной в этом разделе для измерений тонких плёнок.
Ниже приведены схемы, изображающие процесс измерения траншейных поверхностных структур. Далее следуют примеры измерения траншеи.
В рисунке 1 показан один широкий максимум в спектрах n(λ) и k(λ) плёнки a-Si, как и ожидалось для аморфных материалов. По мере перехода материала к кристалличности широкий максимум сменяется несколькими более резкими пиками в его спектрах n(λ) и k(λ), как показано на графиках.
Когда измерение включает две или более плёнки в стопке плёнок, теоретическое выражение для коэффициента отражения должно быть расширено, чтобы включить спектры n(λ) и k(λ) плюс толщину t каждой плёнки. Однако регрессия может не сходиться к уникальным значениям параметров из-за нелинейного характера выражения для отражательной способности. Так что полезно исключить некоторые из неизвестных. Например, спектры n(λ) и k(λ) одной или нескольких плёнок могут быть известны из литературы или предыдущих измерений и удерживаться фиксированными (не могут изменяться) во время регрессии. Для получения результатов, показанных на рисунке 1, спектры n(λ) и k(λ) слоя SiO2 были фиксированы, а другие параметры, n(λ) и k(λ) a-Si, плюс толщина как a-Si, так и SiO2 можно было изменять.